# Hotel-, restaurant- og turisterhverv
Hotel-, restaurant- og turisterhverv er en bred branchedefinition indenfor serviceerhverv, som inkluderer indkvartering, fødevareservice, restaurationsservice, eventplanlægning, forlystelsesparker, rejser og turisme.